# Руська письменність
«Руська письменність», згодом «Українське письменство» — бібліотека класиків української літератури, започаткована 1904 Ю. Романчуком (за його ж редакцією), з 1920 за редакцією В. Лукича і потім М. Возняка.
До 1928 вийшло 25 томів. Почавши від І. Котляревського, у цій серії були видані твори Г. Квітки-Основ'яненка (у 2 тт.), Т. Шевченка (2 тт.), П. Куліша (6 тт.), С. Воробкевича (3 тт.), С. Руданського (3 тт.), О. Федьковича (2 тт.) й ін.